# Guiratinga (ort)
Guiratinga är en ort i Brasilien.   Den ligger i kommunen Guiratinga och delstaten Mato Grosso, i den centrala delen av landet, 600 km väster om huvudstaden Brasília. Guiratinga ligger 508 meter över havet och antalet invånare är 10 934.
Terrängen runt Guiratinga är huvudsakligen platt, men västerut är den kuperad. Runt Guiratinga är det mycket glesbefolkat, med 7 invånare per kvadratkilometer..
Omgivningarna runt Guiratinga är huvudsakligen savann.